# Giáo hoàng đối lập Thêôđorô
Thêôđorô là một Giáo hoàng đối lập sau khi Giáo hoàng Cônon qua đời vào năm 687. Ông là một người đối nghịch với Giáo hoàng Sergius và Giáo hoàng đối lập Paschal.